# 要ゆうじ
要 ゆうじ（かなめ ゆうじ、本名非公表。1962年3月28日 - ）は、日本の脚本家・劇作家・ライター・俳優・声優・ナレーター。北海道旭川市出身。北海道旭川北高等学校卒業。

## 概要
高校時代より、伝説のサブカルチャー雑誌「ビックリハウス」（パルコ出版）の常連投稿者として活動する（当時のペンネームは“かなめゆうじ”）。投稿時代の同期には、大槻ケンヂ、渡辺いっけい、犬童一心、常盤響などが常連投稿者だった。
18歳でアメリカに留学。帰国後上京し、同郷の作家である窪田僚に師事。1982年、窪田の紹介で雑誌ライターとしてデビューする。
1980年代前半の雑誌創刊ブームに乗り、主に芸能雑誌のインタビュアーとして活躍。また、子供の頃より親しんでいたコメディ映画や演芸の知識を活かして、コメディ関連のコラムを多く執筆した。当時はお笑い第三世代と呼ばれる若手芸人が活躍し始めた頃で、デビュー当時のウッチャンナンチャンやチャイルズ、おきゃんぴーなどにいち早く注目し、特集記事やコラムで紹介している。
また「月刊ホビージャパン」「宇宙船」（※朝日ソノラマ時代）などの雑誌にて、アニメ・特撮・ホラー関連のコラムを連載。声優や特撮俳優のインタビュー記事も多く執筆した。
80年代中頃、東京都内のライブハウスやイベント会場にてサイレントパフォーマンスの舞台を行う。
90年代半ば、ラジオ局のDJコンテストで優勝したことを機にラジオパーソナリティーとしても活動。CMナレーションやテーマパークのキャラクターボイスなど、声の仕事でも活躍した。
2003年より、映像作家・時生今日人（元象さんのポット）が主宰するコメディ映像集団「日本電脳穿隊」に俳優として参加。以後、劇場映画やテレビドラマなどに俳優としても顔を見せることがある。
2008年、自らが企画制作したラジオドラマ「怪傑コミック番組!空飛ぶラジオ でんえもん」がwebラジオでスタート。この番組で100本以上のコメディ台本を執筆したことがきっかけとなり、「やつらは多分宇宙人!」（BSフジ）にてテレビドラマの脚本を担当した。
声優の鉄炮塚葉子、雨蘭咲木子、斎藤志郎、伊藤栄次、永澤菜教、肥後マコト、ブッチャーブラザーズのぶっちゃあ、女優の金子路代、歌手の金井夕子などと交友がある。

## エピソード
- 1986年の秋、雑誌「鳩よ!」（マガジンハウス）の過激少女特集に登場していた女子高生数名とコントユニットを結成し、お笑いコンテストに出場している。その時のユニットメンバーには、後に作家となった中島たい子や山崎まどかがいた。

## 脚本を担当した作品

### TVドラマ
- やつらは多分宇宙人! （2010年、BSフジ。出演：谷村美月、馬場徹、井之脇海、原千晶、嶋田久作、錦野旦）

### 舞台
- 罰と罪 （2009年、下北沢・小劇場「楽園」。演出：石動三六、秋葉由美子）

### ラジオドラマ
- 怪傑コミック番組!空飛ぶラジオ でんえもん （2008年-2010年）
- 函館のサムライ （2018年。STVラジオ、HBCラジオ）
- 食材会議 （2018年。STVラジオ、HBCラジオ）

## 出演作品

### TVドラマ
- 怨み屋本舗 （2009年、テレビ東京）

### TV（その他）
- シャキーン（2011年、NHK教育テレビ）
- スーパーモーニング（テレビ朝日）
- 踊る!さんま御殿!!（日本テレビ）

### ラジオ
- DJショー （1994年、NHK-FM放送）
- モーニングウインド （1998-1999年、レディオ湘南）
- メモリー・オブ・メロディーズ （1999-2000年、レディオ湘南）
- 要ゆうじの昭和カプセル （2020年-、鳥越アズーリFM）

### 劇場用映画
- ピョコタンプロファイル （2008年、梶野竜太郎監督）- ガキ大将シェフ
- 愛のむきだし （2009年、園子温監督）　- 神父
- ステキな金縛り（2011年、三谷幸喜監督） - インド料理店の客

### 舞台
- ダークサイド・オブ・ザ・ムーン （1995年）
- わが町 （1996年）
- 美萌の星（1996年）
- 権狐芝居 （2009年）
- 罰と罪 （2009年）
- 新説 河童徳利（2011年）
- 涙を拭いて（2015年）原作:剣名舞/作画:三浦みつる
- 屋根の上の魔女（2015年。新宿紀伊國屋ホール）松村耕作役

### アテレコ
- いのちのはじまり（2016年、エステラ・ヘネル監督。ブラジル作品）中国人の医師役
- いろとりどりの親子（2018年、レイチェル・ドレッツィン監督。アメリカ作品）ヤニーヴ役

### キャラクターボイス
- ナムコ・ナンジャタウン ：ナイトイーグルの砦（ゴースト14体の声すべて）

### CM（顔出し）
- アサヒフードアンドヘルスケア
- レオコーポレーション

### CMナレーション
- バンダイ 「ハイパーヨーヨー」
- SONY 「PSプロ野球」
- 出光興産 「キャンペーン告知・親子編」「ケッパレー北海道編」

### 番組ナレーション
- AbemaTV大相撲ダイジェスト （2018年、AbemaTV）

### プロモーションビデオ
- 「AROUND」（AAAのアルバム）の初回特典DVDドラマ「鍵のある場所」

### トークイベント
- ホラーフォーラム：映画『漂流教室』（1987年、大林宣彦監督）の公開記念イベント。原作者である漫画家の楳図かずおと対談した。

## 番組構成
- 生テレビ!東京探検 （1987年、テレビ東京）

## 著書
- 『笑論〜日本お笑い進化論』（バジリコ出版、須田泰成との共著）
- 『2時間ドラマ大事典』（三一書房）
- 『大魔界』（講談社）
- 『古畑任三郎 結末の結末』（三一書房）
- 『個人情報誌攻略マニュアル』（三一書房）

## 連載
- 要ゆうじの『コメディ千本ノック』：映画野郎（映画専門サイト。2012年2月より連載中）
- 要ゆうじの『汝、コメディで笑うなかれ』：映画野郎（映画専門サイト。2010年～2012年連載）
- COMING COMEDIAN：「MOGA」（東京三世社。1986～1987年連載）